# CD Castellón
Club Deportivo Castellón är en spansk fotbollsklubb från staden Castellón de la Plana, huvudstad i provinsen med samma namn i regionen Valencia. Klubben spelar säsongen 2013/2014 i Tercera Division. Hemmamatcherna spelas på Estadio Nou Castalia.